# スウィンフェン男爵
スウィンフェン男爵（英語: Baron Swinfen）は、イギリスの男爵、貴族。連合王国貴族爵位。判事サー・チャールズ・スウィンフェン=イーディが1919年に叙位されたことに始まる。

## 歴史
サー・チャールズ・スウィンフェン=イーディ (1851-1919)は法廷弁護士として活躍したのち、高等法院判事を経て控訴院裁判官に転身した人物である。イーディはさらに1918年にはカズンズ＝ハーディ卿の後任として控訴院記録長官に就任している。しかし直後に健康を悪化させて辞任したため、退官後の1919年11月1日に連合王国貴族として「サリー州チャートシーのスウィンフェン男爵(Baron Swinfen of Chertsey in the County of Surrey)」に叙された。彼は叙爵のわずか2週間後に逝去したため、その長男チャールズ（1904–1977）が爵位を相続して2代男爵となった。

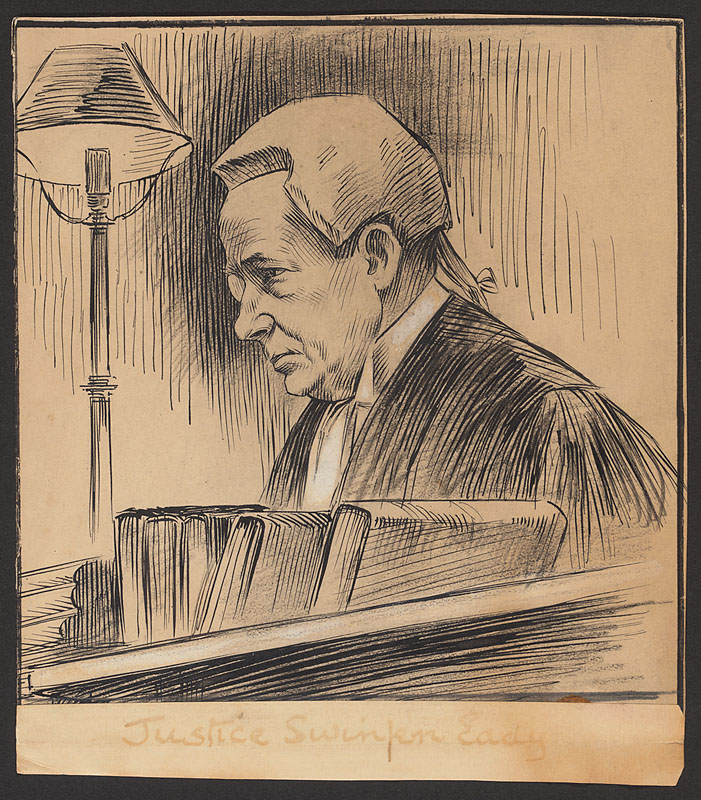
初代スウィンフェン男爵チャールズ・スウィンフェン

その息子の3代男爵ロジャーズ(1938-2022)は、1999年の貴族院法施行以降も貴族院に籍を置く92人の世襲貴族のひとりを務めた。 また、彼は1988年に妻とともに慈善団体スウィンフェン・チャリタブル・トラストを設立している。同トラストでは、開発途上国の病院と専門家との間を電子メールでつなぐ遠隔医療の確立に寄与していたという。 
2022年現在、その子である4代男爵チャールズ(1971-)が男爵家当主を務める。  
爵位と一族にかかるモットーは、『困難を超えて高みへ(Per Ardua Ad Alta)』。

## スウィンフェン男爵（1919年）
- 初代スウィンフェン男爵チャールズ・スウィンフェン=イーディ（英語版） （1851-1919）
- 第2代スウィンフェン男爵チャールズ・スウィンフェン=イーディ（1904–1977）
- 第3代スウィンフェン男爵ロジャー・マイナーズ・スウィンフェン=イーディ（英語版）（1938-2022）
- 第4代スウィンフェン男爵チャールズ・ロジャー・ペレグリン・スウィンフェン=イーディ（1971‐）

爵位の推定相続人は存在しない。